# Roland Irmann
Roland Irmann (* 30. August 1891 in Breslau; † 1973) war ein deutscher Metallurg.

## Leben
Roland Irmann, Sohn des Malers und Kunstgewerbe-Lehrers Heinrich Irmann und dessen Ehefrau Elisabeth Maria Karoline, geborene Thal, studierte Hüttenkunde an der RWTH Aachen und der Technischen Hochschule Breslau. 1910 wurde er Mitglied des Corps Marko-Guestphalia Aachen. 1915 wurde er in Aachen zum Dr.-Ing. promoviert. Nach seiner Habilitation begann er seine industrielle Tätigkeit in Neuhausen am Rheinfall. Als Mitarbeiter der Aluminium Industrie Aktien Gesellschaft arbeitete über die Herstellung, Verbesserung und Verarbeitung von Aluminiumwerkstoffen. Zusammen mit Alfred von Zeerleder entwickelte er die Sinter-Aluminium-Pulver-Werkstoffe.
Irmann war Mitglied des Schweizerischen Ingenieur- und Architektenvereins. Zuletzt bis zu seinem Tod 1973 lebte er in Riehen.

## Schriften
- Arbeiten über schwefelsäurebeständige Legierungen durch Verbesserung der Säurebeständigkeit des Nickels, 1915
- Warmfestigkeit und Warmhärte verschiedener Aluminiumlegierungen, 1933 (zusammen mit Alfred von Zeerleder und Max Bosshard)
- Anleitung für das Nieten von Anticorodal (für Nietdurchmesser bis 10mm), 1934
- Giesstechnik der Aluminiumlegierungen, 1934
- Ein Beitrag zur Bestimmung der Gießbarkeit an Aluminium-Legierungen, 1934
- Aluminium-Kokillenguß, 1937
- Gesichtspunkte bei der Verwendung von Abfällen in der Aluminium-Gießerei, 1937
- Die gießtechnischen Eigenschaften der Alu-Gußlegierungen, 1939
- „S.A.P.“, ein neuer Werkstoff der Pulvermetallurgie aus Aluminium. In: Technische Rundschau (Bern), 41. Jahrgang, 1949, Heft 36, S. 19
- Sintered Aluminium Powder with High Strength at Elevated Temperatures. In: Metallurgica, 46. Jahrgang, 1952, S. 125 ff.
- SAP – ein Sinterwekstoff aus Aluminiumpulver. In: Flugwelt, 6. Jahrgang, 1954, Heft 11, S. 328–329
- Aluminiumguss in Sand und Kokille, 1. Auflage 1935, 2. Auflage 1939, 3. Auflage 1943, 4. Auflage 1945, 5. Auflage 1952, 6. Auflage 1959
- Alumíniumöntés, 1954 (ungarische Ausgabe von Aluminiumguss)

## Patentschriften
- Herstellung dieser Hülse, DE700255 C, 7. September 1936
- Verfahren zum Verbinden von Platten und Blechen aus Aluminium oder Aluminiumlegierungen mit solchen aus anderen Aluminiumlegierungen, DE 739405 C, 20. Juni 1937
- Verfahren zur Herstellung von Leichtmetallkoerpern, DE 837467 C, 17. Juli 1946